# أرمينوهي مارتيروسيان
أرمينوهي مارتيروسيان ((بالأرمنية: Արմենուհի Մարտիրոսյան)‏ . من مواليد 3 مايو 1961 في يريفان)، هي فنانة أرمنية متخصصة في العلاج بالألوان وتقوم بتديس الفن التجريدي.

## سيرة شخصية
ولدت أرمينوهي مارتيروسيان في يريفان في أسرة الكاهن روبن مارتيروسيان. درست في استوديو المسرح في هيفيلم (1979-1981). بدأت الرسم وهي في سن 38. أرمينوهي متخصصة في العلاج بالألوان، كما تقوم بتدريس الفن التجريدي للأشخاص من مختلف الأعمار والمجموعات المهنية   ։

## المعارض الفردية
- قاعة آرام خشاتريان، 2001
- تورنتو، كندا، 2006
- «مركز ناريجاتسي للفنون»، يريفان، 2006
- معرض فردي، يريفان، 2009
- معرض فردي في غاليري أكاديمية الفنون الوطنية، يريفان، أرمينيا، 2011

## المعارض الجماعية
- أغسطس يريفان - معرض جماعي في مركز الفن المعاصر، 2010.
- معرض مجموعة أغسطس في NPAC ، يريفان، أرمينيا، 2011، 2014
- الجائزة الثانية في مسابقة الفن الدولية الثالثة «فن بلا حدود»، كييف، أوكرانيا.
- معرض «الفن العالمي في البندقية» قاعة كا زاناردي، 2012
- «الإنكار»، معرض فالان، يريفان، 2015 [3]
- 2015 من اللون إلى الفكرة، من الفكرة إلى اللون، متحف يريفان للفن الحديث [4] [5]

## روابط خارجية
- أرمنوحي مارتيروسيان
- أرمنوحي مارتيروسيان، أعمال فنية